# 1090 Vermont Avenue
1090 Vermont Avenue NW es un edificio de gran altura de estilo moderno situado en Washington D. C. Está vinculado al D. C. Hotel Renaissance Washington y es el cuarto edificio comercial de la ciudad. Tiene 57 metros de altura y 12 pisos. Tenía unos 14 880 m² cuando se abrió por primera vez, pero sólo 13 905 en 1998. Las construcciones internas aumentaron el espacio interior a 17 391 m² en 2006.
Varios edificios pequeños y un estacionamiento en la superficie ocuparon originalmente el sitio de 1 388 m². The John Akridge Companies adquirió la ubicación en enero de 1979 por unos 200 dólares el pie cuadrado.  Los edificios y el estacionamiento fueron demolidos y la construcción comenzó en la primavera de 1979. 
The John Akridge Companies diseñó y construyó la estructura. El edificio fue financiado conjuntamente por Akridge y Mitsui Fudosan America, la sucursal estadounidense de la gigante inmobiliaria japonesa Mitsui Fudosan.
El edificio se completó en gran parte en 1979. Aunque todavía estaba en construcción en abril de 1980, el 90 por ciento del espacio del edificio ya había sido arrendado. Aún no se había completado en mayo de 1980, pero la construcción interna terminó más tarde ese año. El edificio ha sido descrito como "perfectamente soso".
El edificio fue una de las cinco nuevas estructuras construidas a fines de la década de 1970 que ayudaron a rejuvenecer Vermont Avenue NW. La construcción de los edificios marcó la primera vez desde principios de la década de 1970 que la construcción de nuevos edificios de oficinas se trasladó al este de 15th Street NW en lugar de al oeste.  Durante muchos años en la década de 1980, el edificio fue administrado por JMB Realty.
El vestíbulo del edificio, las áreas comunes y los ascensores se renovaron en 1995. En 1998, The John Akridge Companies obtuvo un préstamo de $ 21 millones de HypoVereinsbank, un banco de inversión alemán, y utilizó el efectivo para refinanciar su participación en el edificio. El costo fue de unos 1 500 dólares por metro cuadrado.  Mitsui Fudosan America compró la participación de Akridge en 1090 Vermont Avenue NW por 57 millones en abril de 2007.
Una escultura geométrica de acero de 9,15 metros de altura titulada "Sky Landscape" de la escultora Louise Berliawsky Nevelson se encuentra al otro lado de la calle. La obra de arte de 640 000 dólares se inauguró en marzo de 1983. 